# ОФК Бачка
ОФК Бачка је српски фудбалски клуб из Бачке Паланке и тренутно се такмичи у Војвођанској лиги Север, четвртом такмичарском нивоу српског фудбала.
Бачка је један од најуспешнијих фудбалских клубова из Србије на вечној табели Друге савезне лиге Југославије.

## Историја
Клуб је основан 1945. године као ФК Торпедо, а данашње име је добио 1948. године.  ФК Бачка игра на стадиону Славко Малетин Вава, капацитета 5.500 места, који је свечано отворен 7. јула 1951. године. 
„Бачка“ је први пут изборила пласман у Другу савезну лигу у сезони 1959/60., и том приликом се задржава једну сезону и враћа у трећу лигу. Након тога у сезони  1961/62. Бачка се враћа у Другу савезну лигу и задржава се читавих 14. сезона за редом што није успело пуно клубова у тој лиги. Од 1976. до 1988. ФК Бачка наступа у Војвођанској лиги, која је била трећи ранг такмичења. 
За један од највећих успеха се сматра улазак у јединствену другу савезну лиги у сезони 1988/89. Укупно је Бачка провела 16. сезона у другој лиги СФР Југославије. 
Такође један од највећих успеха „Бачке“ је и учешће у четвртфиналу Купа Југославије у сезони 1968/69., када је Хајдук Сплит тек у продужецима победом од 2:1 успео да обезбеди пролаз даље. Клуб је још неколико пута учествовао у самим завршницама националног купа а последње учешће било је у сезони 1993/94. када је у осмини финала „Бачка“ елиминисана од стране Нишког Радничког. 
Захваљујући изванредном играчком кадру Бачка је постигла низ добрих резултата за памћење у првенственим мечевима, док је у првенственим, куп и пријатељским побеђивала и прволигаше као што су Партизан, Динамо Загреб, ОФК Београд, Војводина, Спартак, Борац Бања Лука, Пролетер, Ријека, Осијек...

### Новија историја
Бачка је други савезни ранг играла последњи пут у сезони 1988/89. Од тада је готово цео период била Српсколигаш са краћим излетима у зонску лигу услед финансијске кризе клуба. Ипак, Бачка је успела да преброди кризу и прво је у сезони 2012/13. заузела прво место у Војвођанској лиги група запад ,а одмах након тога у сезони 2013/14. освојила прво место у Српској лиги група Војводина и пласирала се у Прву лигу Србије. Била је то 17. сезона Бачке у другом савезном рангу. 
Већ сезоне 2014/15, у другом рангу такмичења Бачка заузима 4. место, а следеће сезоне (2015/16) заузима 2. место и остварује највећи успех у историји клуба пласманом у Супер лигу Србије. Након три сезоне у Суперлиги Србије испали су у нижи ранг такмичења.
Већ у првој сезони, освајањем 3. места у Првој лиги Србије и проширивањем лиге, Бачка се вратила у најјачи ранг такмичења у Србији. После само једне године, освајањем последњег 20. места поново је испала у Прву лигу.
Ни у Првој лиги Бачка није успела да пронађе форму, па сезоне 21/22 бележе невероватних 15 ремија у регуларном делу првенства и после 30. кола заузимају претпоследње, 15. место, додуше само два бода од десетог места и опстанка у лиги. У плеј-ауту Бачка побеђује само две од седам утакмица и сезону завршава на 15. месту и испада у трећи ранг такмичења први пут после сезоне 13/14. 
Тешка времена и серија лоших резултата су се наставили, па се Бачка мучи у првој сезони у Српској лиги Војводина. После иступања Радничког из Сомбора, само последњепласиран, 15. тим у лиги би директно испао у четврти ранг такмичења. Бачка успева да заузме 13. место и заустави серију испадања. Испоставиће се да то није било заустављање, него само одлагање. Следеће сезоне Бачка испада из Српске лиге Војводина као последња са најмање победа (5), највише пораза (18) и најмање постигнутих голова (25).
У сезони 24/25 у Бачкој Паланци се коначно зауставио негативни тренд и Бачка је јесењи првак Војвођанске лиге Север.

## Новији резултати
| Сезона   | Ранг | Лига                  | Позиција | ИГ | Д  | Н  | П  | ГД | ГП | ГР  | Бод     | Куп                  |
| -------- | ---- | --------------------- | -------- | -- | -- | -- | -- | -- | -- | --- | ------- | -------------------- |
| 2013/14. | 3    | Српска лига Војводина | 1.       | 30 | 17 | 6  | 7  | 49 | 26 | +23 | 57      | Није се квалификовао |
| 2014/15. | 2    | Прва лига Србије      | 4.       | 30 | 14 | 6  | 10 | 37 | 30 | +7  | 48      | Није се квалификовао |
| 2015/16. | 2    | Прва лига Србије      | 2.       | 30 | 16 | 8  | 6  | 52 | 30 | +22 | 56      | Шеснаестина финала   |
| 2016/17. | 1    | Суперлига Србије      | 13.      | 37 | 11 | 3  | 23 | 27 | 46 | -19 | 23 (36) | Шеснаестина финала   |
| 2017/18. | 1    | Суперлига Србије      | 14.      | 37 | 11 | 7  | 19 | 41 | 64 | -23 | 25 (40) | Шеснаестина финала   |
| 2018/19. | 1    | Суперлига Србије      | 16.      | 37 | 7  | 9  | 21 | 31 | 68 | -37 | 18 (30) | Шеснаестина финала   |
| 2019/20. | 2    | Прва лига Србије      | 3.       | 30 | 16 | 5  | 9  | 40 | 26 | +14 | 53      | Осмина финала        |
| 2020/21. | 1    | Суперлига Србије      | 20.      | 38 | 3  | 7  | 28 | 24 | 68 | -44 | 16      | Шеснаестина финала   |
| 2021/22. | 2    | Прва лига Србије      | 15.      | 37 | 8  | 15 | 14 | 30 | 43 | -13 | 39      | Осмина финала        |
| 2022/23. | 3    | Српска лига Војводина | 13.      | 28 | 7  | 8  | 13 | 25 | 35 | -10 | 29      | Претколо             |
| 2023/24. | 3    | Српска лига Војводина | 16.      | 30 | 5  | 7  | 18 | 25 | 52 | -27 | 22      | Није се квалификовао |

## Стадион
Стадион Славко Малетин Вава је свечано отворен 7. јула 1951. године. Прво игралиште фудбалског клуба Бачка је било код старе железничке станице. Како је клуб растао и његова популарност заживела је идеја да се стадион измести у центар града где и данас поносно стоји. Има капацитет од 5.500 места, од чега су скоро сва седећа. Западна трибина је комплетно покривена и сва места су седећа. Источна трибина је скоро сва седећа и није покривена.
- Западна трибина стадиона Бачке
- Источна трибина стадиона Бачке

## Тренутни састав
Ажурирано 27. фебруара 2022.
| Бр. |        | Позиција | Играч                |
| --- | ------ | -------- | -------------------- |
| 1   | Србија | Г        | Немања Тороман       |
| 2   | Србија | О        | Огњен Мажић          |
| 3   | Србија | С        | Данило Миленковић    |
| 4   | Србија | О        | Вељко Богдановић     |
| 5   | Србија | О        | Милован Петрић       |
| 6   | Србија | О        | Матија Кошанин       |
| 7   | Србија | С        | Немања Вукмановић    |
| 8   | Србија | О        | Лазар Радовић        |
| 9   | Србија | С        | Томислав Тодоровић   |
| 10  | Србија | С        | Страхиња Каришић     |
| 11  | Србија | С        | Дино Шарац (капитен) |
| 14  | Србија | О        | Огњен Обрадов        |
| 18  | Србија | Н        | Вукашин Богдановић   |
| 19  | Србија | С        | Милош Илић           |

| Бр. |                     | Позиција | Играч                |
| --- | ------------------- | -------- | -------------------- |
| 20  | Србија              | С        | Стефан Левићанин     |
| 22  | Србија              | С        | Марко Кеча           |
| 23  | Босна и Херцеговина | О        | Немања Вјештица      |
| 26  | Србија              | С        | Давид Нинковић       |
| 27  | Србија              | О        | Марко Мандић         |
| 28  | Србија              | Н        | Лука Марковић        |
| 29  | Србија              | Н        | Стефан Станисављевић |
| 30  | Србија              | О        | Вукашин Јелић        |
| 31  | Србија              | О        | Марко Луковић        |
| 32  | Србија              | С        | Немања Трифуновић    |
| 33  |                     |          | Михајло Малеш        |
| 35  | Србија              | Н        | Миљан Маринковић     |
| 99  | Србија              | Г        | Данијел Мићановић    |

## Навијачи
Поред бројне публике и симпатизера Бачка има и своје ватрене навијаче који се називају "Ванцаге". Након суноврата клуба навијање постаје повремено, неколико група се појављивало у међувремену да би се коначно у сезони 2013/14. испратила цела сезона код куће и добар део гостовања. Очекује се јачање групе и прикључење више старијих екипа пошто је Бачка ушла у савезни ранг. 
Окупљају на источној трибини где су се одувек окупљали ватренији навијачи.

## Занимљивости
- Први радио репортер „Бачке“ био је Миленко Гаврилов - Уја, техничар и спикер, који је први пренос обавио 27. маја 1951. из Сомбора.

- ФК Бачка БП има и своју химну, чији је аутор Ранко Лешков, дугогодишњи играч овог клуба. Химна је први пут певана 28. августа 1946. године усред Бечеја, после убедљиве победе са 3:0 над екипом „Јован Црни“ из Бечеја. Химна је једна од најстаријих фудбалских химни у Србији.[8]

- Утакмицу четвртфинала купа Југославије у којој је Бачка дочекала славни Хајдук из Сплита посматрало је око 10.000 људи иако је стадион у то време примао 2.500 гледалаца. Незванично то је највећа посета на стадиону Бачке.

## Галерија
- Тим Бачке крајем 50-их година.
- Први пут у другој лиги (1960-а година).
- Чувена „Вавина машина” у сезони 1965/66.
- Тим Бачке у сезони 1967/68.
- Тим Бачке у сезони 1968/69.
- Детаљ са утакмице четвртфинала купа Бачка - Хајдук Сплит 1969-е године.
- Детаљ са утакмице Бачка - Пролетер Зрењанин и традиционално пун стадион.
- Тим Бачке половином 70-их година када је Бачка још увек била друголигаш.
- Тим Бачке у сезони 2009/10.
- Тим Бачке у сезони 2012/13 са освојеним купом подручног савеза Нови Сад.
- Историја Бачке по сезонама.